# アビエイ地区
アビエイ地区（Ab Yei District）は、スーダン共和国の西コルドファン州に属する地区（Distirct）のひとつ。一方、2011年に分離した南スーダン共和国に属する旧ワラブ州には同名のアビエイ郡（Abyei County）が設置されている。双方の行政区画に含まれるアビエイ地域は、帰属未定となっている。首府はどちらもアビエイ町（アビエイ地域内）である。

## アビエイ地区
アビエイ地区はコルドファン地方の西コルドファン州に所属する地区のひとつ。2005年に西コルドファン州が解体された時は南コルドファン州に組み込まれた。その後、2013年に復活した西コルドファン州に復帰している。人口197,681人（2008年スーダン国勢調査）。
アビエイ地区の南部地域（いわゆる「アビエイ地域」）は2005年の包括和平協定によって、南スーダンへの帰属を住民投票で問うこととなった。

### 下部行政区画
アビエイ地区は、4つの基礎自治体によって構成される。人口は2008年。
- Almujlad町及び郊外（Almujlad Town & Rural）71,032人
- Almairam：51,404人
- Aldibab：62,507人
- アビエイ町：（Abyei）：12,738人

## アビエイ郡
アビエイ郡は、南スーダンのバハル・アル・ガザール地方、ワラブ州に属する郡（County）のひとつとされている。しかし実態はなく、アビエイ郡を含むアビエイ地域は北部政府（スーダン共和国）が実効支配している。2015年の州再編時にワラブ州は解体されたが、アビエイ郡がどの州に属すかは決まっていない。
人口は52,883人（2008年スーダン国勢調査）と、アビエイ地区より少ない。面積は10,547.28km²で、帰属未定の「アビエイ地域」の面積（10,546km²）にほぼ一致する。

## 帰属問題
第二次スーダン内戦の包括和平協定（CPA）におけるアビエイ紛争の解決の取り決めでは、1905年にコルドファンに存在したディンカ族のンゴック氏族の9つの首長国の領域を境界とする地域をアビエイ地域と定め、その帰属はアビエイ地域の住民の住民投票により決定されるとした。しかし、どこまでをアビエイ地域の住民と定義するかで南北スーダンの主張に相違があり、現在もまだ住民投票が行われていないため、アビエイ地域がどちらに帰属するか決定されていない。